# 1320
Il 1320 (MCCCXX in numeri romani) è un anno bisestile del XIV secolo.

## Eventi
- 20 gennaio - A Cracovia Ladislao I viene incoronato Re di Polonia
- Guglione dell'Uliva sconfigge Castruccio Castracani.
- A Pistoia Papa Giovanni XXII depone il vescovo Ermanno degli Anastasi.

## Nati
- 9 febbraio - Caterina d'Asburgo, nobile austriaca († 1349)
- 14 marzo - Galeazzo II Visconti († 1378)
- 18 aprile - Pietro I del Portogallo, re portoghese († 1367)
- 25 maggio - Toghon Temür, imperatore mongolo († 1370)
- 13 ottobre - Perenelle Flamel, alchimista francese († 1397)
- Gabriele Adorno, doge († 1383)
- Artale I Alagona, nobile, politico e militare italiano († 1389)
- John Barbour, poeta scozzese († 1395)
- Bodzanta, arcivescovo cattolico polacco († 1388)
- Beatrice di Borbone, sovrana († 1383)
- Pietro Cambiani, presbitero italiano († 1365)
- Capac Yupanqui, sovrano inca († 1350)
- Peter Ceffons, filosofo e teologo francese († 1380)
- Chen Youliang, generale cinese († 1363)
- Demetrio Cidone, letterato, teologo e traduttore bizantino († 1398)
- Luchino Dal Verme, politico, diplomatico e condottiero italiano († 1367)
- Everard t'Serclaes, politico belga († 1388)
- Nicolas Eymerich, teologo e religioso spagnolo († 1399)
- Iohannes Fabri, vescovo cattolico, abate e ambasciatore francese († 1390)
- Giovanni d'Arborea, nobile († 1376)
- Ugolino Gonzaga, condottiero italiano († 1362)
- Bertrand du Guesclin, condottiero francese († 1380)
- Bertrand Lagier, cardinale e vescovo cattolico francese († 1392)
- Imelda Lambertini, religiosa italiana († 1333)
- Averardo di Chiarissimo de' Medici, politico italiano († 1363)
- Michele Panareto, storico bizantino († 1390)
- Checco Miletto de Rossi, poeta italiano († 1363)
- Ragibagh Khan, imperatore cinese († 1328)
- Rodolfo di Lorena, duca francese († 1346)
- Shams al-Dīn Abū ʿAbd Allāh Muḥammad ibn Muḥammad al-Khalīlī, astronomo siriano († 1380)
- Miklós Toldi, nobile ungherese († 1390)
- Tezozómoc, imperatore († 1426)
- Henri Yevele, architetto inglese († 1400)
- Luigi di Taranto, sovrano italiano († 1362)
- Jean de Caraman, cardinale francese († 1361)
- Guillaume de Chanac, cardinale e vescovo cattolico francese († 1383)
- Lanfranco de Saliverti, vescovo cattolico italiano († 1381)

## Morti
- 1º marzo - Buyantu Khan, imperatore cinese (n. 1285)
- 13 aprile - Margherita da Città di Castello, religiosa e mistica italiana (n. 1287)
- 24 aprile - Abu Said Faraj, nobile arabo (n. 1248)
- 1º maggio - Vivaldo da San Gimignano, religioso italiano (n. 1260)
- 5 maggio - Peter von Aspelt, arcivescovo cattolico e medico lussemburghese (n. 1245)
- 29 maggio - Giovanni VIII di Alessandria, vescovo cristiano orientale egiziano
- 17 giugno - Bianca di Francia, principessa francese (n. 1253)
- 20 luglio - Oscin d'Armenia, re (n. 1282)
- 27 luglio - Heinrich von Plötzke, cavaliere tedesco (n. 1264)
- 14 agosto - Arnaud d'Aux, cardinale e vescovo cattolico francese
- 6 settembre - Guglielmo da Castelbarco, condottiero italiano
- 5 ottobre - Pietro Pattarini, giurista italiano
- 12 ottobre - Michele IX Paleologo, imperatore bizantino (n. 1277)
- 31 ottobre - Raimondo Folch VI de Cardona, nobile
- 31 ottobre - Riccoldo da Monte di Croce, missionario e esploratore italiano
- 25 novembre - Guglielmo III di Ginevra, nobile
- 28 dicembre - Mattia Nazareni, monaca cristiana italiana (n. 1253)
- Antonius Andreas, filosofo spagnolo (n. 1280)
- Radolfo Brito, filosofo e grammatico francese (n. 1270)
- Bernard Délicieux, francescano francese
- Yunus Emre, poeta turco (n. 1240)
- Enrico di Brandeburgo, nobile tedesco
- Guido Novello Guidi, conte di Raggiolo, nobile italiano
- Jiajak Jaqeli, imperatrice bizantina
- Leonardo, vescovo cattolico italiano
- Li Kan, pittore cinese
- Maria Afonso, nobildonna portoghese (n. 1302)
- Mayta Capac, sovrano inca (n. 1290)
- Henri de Mondeville, medico francese (n. 1260)
- Alessandro Novello, vescovo cattolico italiano
- Anna Paleologa, principessa bizantina
- Pietro de' Crescenzi, scrittore e agronomo italiano (n. 1233)
- Sagramoro Corradi, vescovo cattolico italiano
- Lapo Saltarelli, politico, giurista e poeta italiano
- Sperandio, vescovo cattolico italiano
- Filippo Tesauro, pittore italiano (n. 1260)
- Corrado di Antiochia, nobile italiano (n. 1242)

## Calendario
| Calendario 1320 | Calendario 1320 | Calendario 1320 | Calendario 1320 | Calendario 1320 | Calendario 1320 | Calendario 1320 | Calendario 1320 | Calendario 1320 | Calendario 1320 | Calendario 1320 | Calendario 1320 | Calendario 1320 | Calendario 1320 | Calendario 1320 | Calendario 1320 | Calendario 1320 | Calendario 1320 | Calendario 1320 | Calendario 1320 | Calendario 1320 | Calendario 1320 | Calendario 1320 | Calendario 1320 | Calendario 1320 | Calendario 1320 | Calendario 1320 | Calendario 1320 | Calendario 1320 | Calendario 1320 | Calendario 1320 | Calendario 1320 | Calendario 1320 |
| --------------- | --------------- | --------------- | --------------- | --------------- | --------------- | --------------- | --------------- | --------------- | --------------- | --------------- | --------------- | --------------- | --------------- | --------------- | --------------- | --------------- | --------------- | --------------- | --------------- | --------------- | --------------- | --------------- | --------------- | --------------- | --------------- | --------------- | --------------- | --------------- | --------------- | --------------- | --------------- | --------------- |
|                 | 1               | 2               | 3               | 4               | 5               | 6               | 7               | 8               | 9               | 10              | 11              | 12              | 13              | 14              | 15              | 16              | 17              | 18              | 19              | 20              | 21              | 22              | 23              | 24              | 25              | 26              | 27              | 28              | 29              | 30              | 31              |                 |
| Gennaio         | Ma              | Me              | Gi              | Ve              | Sa              | Do              | Lu              | Ma              | Me              | Gi              | Ve              | Sa              | Do              | Lu              | Ma              | Me              | Gi              | Ve              | Sa              | Do              | Lu              | Ma              | Me              | Gi              | Ve              | Sa              | Do              | Lu              | Ma              | Me              | Gi              |                 |
| Febbraio        | Ve              | Sa              | Do              | Lu              | Ma              | Me              | Gi              | Ve              | Sa              | Do              | Lu              | Ma              | Me              | Gi              | Ve              | Sa              | Do              | Lu              | Ma              | Me              | Gi              | Ve              | Sa              | Do              | Lu              | Ma              | Me              | Gi              | Ve              |                 |                 |                 |
| Marzo           | Sa              | Do              | Lu              | Ma              | Me              | Gi              | Ve              | Sa              | Do              | Lu              | Ma              | Me              | Gi              | Ve              | Sa              | Do              | Lu              | Ma              | Me              | Gi              | Ve              | Sa              | Do              | Lu              | Ma              | Me              | Gi              | Ve              | Sa              | Do              | Lu              |                 |
| Aprile          | Ma              | Me              | Gi              | Ve              | Sa              | Do              | Lu              | Ma              | Me              | Gi              | Ve              | Sa              | Do              | Lu              | Ma              | Me              | Gi              | Ve              | Sa              | Do              | Lu              | Ma              | Me              | Gi              | Ve              | Sa              | Do              | Lu              | Ma              | Me              |                 |                 |
| Maggio          | Gi              | Ve              | Sa              | Do              | Lu              | Ma              | Me              | Gi              | Ve              | Sa              | Do              | Lu              | Ma              | Me              | Gi              | Ve              | Sa              | Do              | Lu              | Ma              | Me              | Gi              | Ve              | Sa              | Do              | Lu              | Ma              | Me              | Gi              | Ve              | Sa              |                 |
| Giugno          | Do              | Lu              | Ma              | Me              | Gi              | Ve              | Sa              | Do              | Lu              | Ma              | Me              | Gi              | Ve              | Sa              | Do              | Lu              | Ma              | Me              | Gi              | Ve              | Sa              | Do              | Lu              | Ma              | Me              | Gi              | Ve              | Sa              | Do              | Lu              |                 |                 |
| Luglio          | Ma              | Me              | Gi              | Ve              | Sa              | Do              | Lu              | Ma              | Me              | Gi              | Ve              | Sa              | Do              | Lu              | Ma              | Me              | Gi              | Ve              | Sa              | Do              | Lu              | Ma              | Me              | Gi              | Ve              | Sa              | Do              | Lu              | Ma              | Me              | Gi              |                 |
| Agosto          | Ve              | Sa              | Do              | Lu              | Ma              | Me              | Gi              | Ve              | Sa              | Do              | Lu              | Ma              | Me              | Gi              | Ve              | Sa              | Do              | Lu              | Ma              | Me              | Gi              | Ve              | Sa              | Do              | Lu              | Ma              | Me              | Gi              | Ve              | Sa              | Do              |                 |
| Settembre       | Lu              | Ma              | Me              | Gi              | Ve              | Sa              | Do              | Lu              | Ma              | Me              | Gi              | Ve              | Sa              | Do              | Lu              | Ma              | Me              | Gi              | Ve              | Sa              | Do              | Lu              | Ma              | Me              | Gi              | Ve              | Sa              | Do              | Lu              | Ma              |                 |                 |
| Ottobre         | Me              | Gi              | Ve              | Sa              | Do              | Lu              | Ma              | Me              | Gi              | Ve              | Sa              | Do              | Lu              | Ma              | Me              | Gi              | Ve              | Sa              | Do              | Lu              | Ma              | Me              | Gi              | Ve              | Sa              | Do              | Lu              | Ma              | Me              | Gi              | Ve              |                 |
| Novembre        | Sa              | Do              | Lu              | Ma              | Me              | Gi              | Ve              | Sa              | Do              | Lu              | Ma              | Me              | Gi              | Ve              | Sa              | Do              | Lu              | Ma              | Me              | Gi              | Ve              | Sa              | Do              | Lu              | Ma              | Me              | Gi              | Ve              | Sa              | Do              |                 |                 |
| Dicembre        | Lu              | Ma              | Me              | Gi              | Ve              | Sa              | Do              | Lu              | Ma              | Me              | Gi              | Ve              | Sa              | Do              | Lu              | Ma              | Me              | Gi              | Ve              | Sa              | Do              | Lu              | Ma              | Me              | Gi              | Ve              | Sa              | Do              | Lu              | Ma              | Me              |                 |